# James H. Duff
James Henderson Duff, född 21 januari 1883 i Mansfield (nuvarande Carnegie), Pennsylvania, död 20 december 1969 i Washington, D.C., var en amerikansk republikansk politiker. Han var guvernör i delstaten Pennsylvania 1947–1951. Han representerade Pennsylvania i USA:s senat 1951–1957.
Duff utexaminerades 1904 från Princeton University. Han studerade vid University of Pennsylvania 1904–1906. Han avlade 1907 juristexamen vid University of Pittsburgh. Han arbetade sedan som advokat i Pittsburgh. Han var Pennsylvanias justitieminister 1943–1947.
Republikanerna i Pennsylvania nominerade Duff som partiets kandidat i guvernörsvalet 1946. Duff vann valet och efterträdde 1947 John C. Bell som guvernör.
Duff besegrade sittande senatorn Francis J. Myers i senatsvalet 1950. Han kandiderade sex år senar till omval men förlorade mot demokraten Joseph S. Clark. Efter sin tid i senaten arbetade Duff som advokat i Washington, D.C.
Duff var frimurare och presbyterian. Hans grav finns på Chartiers Cemetery i Carnegie.